# Seattle Seahawks 2025
La stagione 2025 dei Seattle Seahawks sarà la 50ª della franchigia nella National Football League, la 24ª giocata nel Lumen Field (precedentemente conosciuto come CenturyLink Field) e la seconda con Mike Macdonald come capo-allenatore.
Prima dell'inizio della stagione la squadra rivoluzionò il suo attacco. Il 5 marzo 2025 il ricevitore veterano Tyler Lockett fu svincolato dopo dieci stagioni, lasciando il club al secondo della storia della franchigia per ricezioni, yard ricevute e touchdown su ricezione. Il 7 marzo fu ceduto il quarterback titolare delle ultime tre stagioni, Geno Smith, ai Las Vegas Raiders, in cambio di una scelta del terzo giro del Draft 2025. Due giorni dopo fu ceduta un'altra stella, il wide receiver D.K. Metcalf, ai Pittsburgh Steelers per una scelta del secondo giro. Il 10 marzo Seattle si assicurò il quarterback free agent Sam Darnold, reduce dalla migliore stagione in carriera e dalla prima convocazione al Pro Bowl nell'unico anno con i Minnesota Vikings. Il 14 marzo firmó un contratto triennale il ricevitore nativo dello Stato di Washington ed ex MVP del Super Bowl Cooper Kupp.

## Scelte nel Draft 2025
| Scelte dei Seahawks nel Draft 2025 |        |                                      |                                      |                                      |                              |
| Giro                               | Scelta | Giocatore                            | Ruolo                                | College                              | Note                         |
| 1                                  | 18     | Grey Zabel                           | G                                    | North Dakota State                   | [ 7 ]                        |
| 2                                  | 35     | Nick Emmanwori                       | S                                    | South Carolina                       | Dai Tennessee Titans         |
| 2                                  | 50     | Elijah Arroyo                        | TE                                   | Miami (FL)                           | Dagli Steelers               |
| 2                                  | 52     | Scambiata con i Tennessee Titans     | Scambiata con i Tennessee Titans     | Scambiata con i Tennessee Titans     |                              |
| 3                                  | 82     | Scambiata con i Tennessee Titans     | Scambiata con i Tennessee Titans     | Scambiata con i Tennessee Titans     |                              |
| 3                                  | 92     | Jalen Milroe                         | QB                                   | Alabama                              | Dai Lions via Jets e Raiders |
| 4                                  | 120    | Scambiata con i Tennessee Titans     | Scambiata con i Tennessee Titans     | Scambiata con i Tennessee Titans     |                              |
| 4                                  | 137    | Scambiata con i Patriots             | Scambiata con i Patriots             | Scambiata con i Patriots             | Scelta compensatoria         |
| 5                                  | 142    | Rylie Mills                          | DT                                   | Notre Dame                           | Da Minnesota                 |
| 5                                  | 144    | Scambiata con i Cleveland Browns     | Scambiata con i Cleveland Browns     | Scambiata con i Cleveland Browns     | Da New England               |
| 5                                  | 154    | Scambiata con i New York Giants      | Scambiata con i New York Giants      | Scambiata con i New York Giants      |                              |
| 5                                  | 166    | Tory Horton                          | WR                                   | Colorado State                       | Dai Cleveland Browns         |
| 5                                  | 172    | Scambiata con i Vikings              | Scambiata con i Vikings              | Scambiata con i Vikings              | Scelta compensatoria         |
| 5                                  | 175    | Robbie Ouzts                         | FB                                   | Alabama                              | Scelta compensatoria         |
| 6                                  | 185    | Scambiata con i Pittsburgh Steelers  | Scambiata con i Pittsburgh Steelers  | Scambiata con i Pittsburgh Steelers  |                              |
| 6                                  | 192    | Bryce Cabeldue                       | OT                                   | Kansas                               | Dai Cleveland Browns         |
| 6                                  | 194    | Scambiata con i Jacksonville Jaguars | Scambiata con i Jacksonville Jaguars | Scambiata con i Jacksonville Jaguars |                              |
| 7                                  | 223    | Damien Martinez                      | RB                                   | Miami                                | Dagli Steelers               |
| 7                                  | 234    | Mason Richman                        | OT                                   | Iowa                                 | [ 16 ]                       |
| 7                                  | 238    | Ricky White                          | WR                                   | UNLV                                 | Da New England               |

## Staff
| Staff dei Seattle Seahawks |
| --- |
| Organi dirigenziali - Proprietà – Fondo di Paul Allen - Chairwoman – Jody Allen - Vice chairman – Bert Kolde - Presidente – Chuck Arnold - Presidente delle operazioni del football/general manager – John Schneider - Assistente general manager – Nolan Teasley - Vice presidente dell'amministrazione del football – Matt Thomas - Vice presidente del personale dei giocatori – Trent Kirchner - Direttore senior del personale dei giocatori – Matt Berry - Direttore degli osservatori del college – Aaron Hineline - Direttore degli osservatori dei professionisti – Willie Schneider - Assistente del direttore degli osservatori del college – Jason Barnes - Assistente del direttore del personale professionistico - D.J. Hord Capo allenatore - Capo-allenatore – Mike Macdonald - Assistente capo-allenatore - Leslie Frazier Altri allenatori - Prepararatore atletico – Ivan Lewis - Assistente p.a. – Thomas Garcia - Assistente p.a. – Mark Philipp - Assistente p.a. – Grant Steen - Assistente p.a. – Danny Van Dijk - Assistente p.a. – Jamie Yanchar Allenatori dell'attacco - Coordinatore offensivo – Klint Kubiak - Coordinatore gioco sui passaggi – Jake Peetz - Quarterback – Charles London - Running back – Kennedy Polamalu - Wide receiver – Frisman Jackson - Tight end – Vacante - Offensive line – Scott Huff Allenatori della difesa - Coordinatore difensivo – Aden Durde - Defensive line – Vacante - Outside linebacker – Vacante - Inside linebacker – Kirk Olivadotti - Coordinatore difensivo gioco sui passaggi/defensive back – Karl Scott Allenatori dello special team - Coordinatore special team – Jay Harbaugh - Assistente special team – Devin Fitzsimmons |

## Roster
| Roster dei Seattle Seahawks |
| --- |
| Quarterback - 14 Sam Darnold - 15 Jaren Hall - -- Jalen Milroe - 6 Drew Lock Running Back - 26 Zach Charbonnet - 36 George Holani - -- Damien Martinez - 25 Kenny McIntosh - 9 Kenneth Walker III - 38 Brady Russell FB - -- Robbie Ouzts FB Wide Receiver - 19 Jake Bobo - 85 River Cracraft - -- Tory Horton - 10 Cooper Kupp - 17 John Rhys Plumlee - 84 Steven Sims - 11 Jaxon Smith-Njigba - 1 Marquez Valdes-Scantling - 82 Cody White - -- Ricky White - 83 Dareke Young Tight End - -- Elijah Arroyo - 88 AJ Barner - 87 Noah Fant - 81 Eric Saubert Offensive Linemen - 70 Malaesala Aumavae–Laulu G - 75 Anthony Bradford RG - -- Bryce Cabeldue LT - 67 Charles Cross LT - 64 Christian Haynes RG - 65 Michael Jerrell RT - 74 Josh Jones LT - 63 Sataoa Laumea LG - 72 Abraham Lucas RT - 60 Mike Novitsky C - 55 Olusegun Oluwatimi C - -- Mason Richman RT - 61 Jalen Sundell C - -- Grey Zabel G Defensive Linemen - 92 Quinton Bohanna DT - 0 DeMarcus Lawrence DE - -- Rylie Mills DE - 94 Mike Morris DE - 91 Byron Murphy II DT - 95 Brandon Pili NT - 90 Jarran Reed NT - 99 Leonard Williams DE Linebacker - 46 Michael Dowell ILB - 58 Derick Hall OLB - 13 Ernest Jones ILB - 48 Tyrice Knight ILB - 53 Boye Mafe OLB - 7 Uchenna Nwosu OLB - 52 Patrick O'Connell ILB - 77 Kenneth Odumegwu OLB - 47 Josh Ross ILB - 44 Jamie Sheriff OLB - 59 Tyreke Smith OLB - 42 Drake Thomas ILB Defensive Back - 23 D'Anthony Bell FS - 8 Coby Bryant FS - -- Nick Emmanwori SS - 30 A.J. Finley SS - 33 Tyler Hall CB - 34 Shemar Jean-Charles CB - 29 Josh Jobe CB - 20 Julian Love FS - 39 Ty Okada FS - 28 Nehemiah Pritchett CB - 32 Jerrick Reed II FS - 37 Damarion Williams CB - 21 Devon Witherspoon CB - 35 JT Woods CB - 27 Riq Woolen CB Special Team - 4 Michael Dickson P - 5 Jason Myers K - 41 Chris Stoll LS Roster aggiornato al 28 aprile 2025 67 attivi |
| Legenda - I rookie sono in corsivo. - Il primo ruolo è il principale mentre gli eventuali successivi indicano i ruoli secondari. - (IR) sta per Injured Reserve ed indica la lista ristretta per un solo giocatore infortunato che può tornare ad allenarsi dopo la settimana 6 e a rientrare in prima squadra dopo che questa ha giocato 8 partite. - (NF-Inj.) / (NF-Ill.) stanno rispettivamente per Non-Football Injured e Non-Football Illness ed indicano le liste dove viene inserito un giocatore che ha un infortunio o una malattia non dipendente dal football americano. - (PUP) sta per Physically Unable to Perform ed indica la lista dove viene inserito un giocatore mentre è in attesa di recuperare la condizione fisica. Nella stagione regolare dopo la sesta partita giocata dalla propria squadra, il giocatore ha tempo tre settimane per riprendere ad allenarsi, più tre settimane aggiuntive dal suo rientro agli allenamenti per rientrare in prima squadra. |

## Precampionato
Le gare del precampionato furono annunciate il 14 maggio 2025.
| Precampionato |           |           |                     |           |        |               |              |         |
| Settimana     | Data      | Ora (PT)  | Avversario          | Risultato | Record | Stadio        | TV           | Sintesi |
| 1             | 7 agosto  | 7:00 p.m. | Las Vegas Raiders   | P 23-23   | 0-0-1  | Lumen Field   | King 5 (NBC) | Sintesi |
| 2             | 15 agosto | 7:00 p.m. | Kansas City Chiefs  | V 33-16   | 1-0-1  | Lumen Field   | King 5 (NBC) | Sintesi |
| 3             | 23 agosto | 1:00 p.m. | @ Green Bay Packers | -         | -      | Lambeau Field | King 5 (NBC) | -       |

## Stagione regolare

### Calendario
Il calendario della stagione regolare fu reso noto il 14 maggio 2025.
| Stagione regolare |                    |                    |                             |                    |                    |                         |                    |                    |
| Settimana         | Data               | Ora (PT)           | Avversario                  | Risultato          | Record             | Stadio                  | TV                 | Sintesi            |
| 1                 | 7 settembre        | 1:05 p.m.          | San Francisco 49ers         | -                  | -                  | Lumen Field             | Fox                | -                  |
| 2                 | 14 settembre       | 10:00 a.m.         | @ Pittsburgh Steelers       | -                  | -                  | Acrisure Stadium        | Fox                | -                  |
| 3                 | 21 settembre       | 1:05 p.m.          | New Orleans Saints          | -                  | -                  | Lumen Field             | CBS                | -                  |
| 4                 | 25 settembre       | 5:15 p.m.          | @ Arizona Cardinals (T)     | -                  | -                  | State Farm Stadium      | Prime Video        | -                  |
| 5                 | 5 ottobre          | 1:05 p.m.          | Tampa Bay Buccaneers        | -                  | -                  | Lumen Field             | CBS                | -                  |
| 6                 | 12 ottobre         | 10:00 a.m.         | @ Jacksonville Jaguars      | -                  | -                  | EverBank Stadium        | Fox                | -                  |
| 7                 | 20 ottobre         | 7:00 p.m.          | Houston Texans (M)          | -                  | -                  | Lumen Field             | ESPN/ABC           | -                  |
| 8                 | Settimana di pausa | Settimana di pausa | Settimana di pausa          | Settimana di pausa | Settimana di pausa | Settimana di pausa      | Settimana di pausa | Settimana di pausa |
| 9                 | 2 novembre         | 5:20 p.m.          | @ Washington Commanders (S) | -                  | -                  | Northwest Stadium       | NBC                | -                  |
| 10                | 9 novembre         | 1:05 p.m.          | Arizona Cardinals           | -                  | -                  | Lumen Field             | CBS                | -                  |
| 11                | 16 novembre        | 1:05 p.m.          | @ Los Angeles Rams          | -                  | -                  | SoFi Stadium            | Fox                | -                  |
| 12                | 23 novembre        | 10:00 a.m.         | @ Tennessee Titans          | -                  | -                  | Nissan Stadium          | Fpx                | -                  |
| 13                | 30 novembre        | 1:05 p.m.          | Minnesota Vikings           | -                  | -                  | Lumen Field             | Fox                | -                  |
| 14                | 7 dicembre         | 10:00 a.m.         | @ Atlanta Falcons           | -                  | -                  | Mercedes-Benz Stadium   | Fox                | -                  |
| 15                | 14 dicembre        | 1:25 p.m.          | Indianapolis Colts          | -                  | -                  | Lumen Field             | CBS                | -                  |
| 16                | 18 dicembre        | 5:15 p.m.          | Los Angeles Rams (T)        | -                  | -                  | Lumen Field             | Prime Video        | -                  |
| 17                | Da def.            | Da def.            | @ Carolina Panthers         | -                  | -                  | Bank of America Stadium | Da def.            | -                  |
| 18                | Da def.            | Da def.            | @ San Francisco 49ers       | -                  | -                  | Levi's Stadium          | Da def.            | -                  |

Note:
- Gli avversari della propria division sono in grassetto.
- Il simbolo "@" indica una partita giocata in trasferta.
- (M) indica il Monday Night Football, (T) il Thursday Night Football e (S) il Sunday Night Football.
- Dall'undicesimo al diciassettesimo turno si adotta una programmazione flessibile: le partite programmate per il Sunday Night Football, il Monday Night Football e il Thursday Night Football sono programmate in via provvisoria e sono eventualmente soggette a modifiche.
- Data e orario della gara del diciottesimo turno saranno stabilite dopo lo svolgimento del diciassettesimo turno.